# Paloue
Cet article possède des paronymes, voir Palou et Pallou.
Genre
Classification phylogénétique
Synonymes
Selon GBIF (27 août 2024)
- Elizabetha R.H.Schomb. ex Benth.
- Ginannia Scop.
- Palovea A.L.de Jussieu, 1789
- Palovea Aubl.
- Paloveopsis R.S.Cowan

Paloue est un genre de plantes à fleurs dicotylédones de la famille des Fabaceae, sous-famille des Caesalpinioideae, originaire d'Amérique du Sud, qui comprend quatre espèces acceptées.

## Liste d'espèces
Selon GBIF (27 août 2024)
- Paloue bicolor (Ducke) Redden
- Paloue brasiliensis Ducke
- Paloue coccinea (R.H.Schomb. ex Benth.) Redden
- Paloue duckei (Huber) Redden
- Paloue durissima (Ducke) Redden
- Paloue emarginata (R.S.Cowan) Redden
- Paloue fanshawei (R.S.Cowan) Redden
- Paloue guianensis Aubl.
- Paloue induta Sandwith
- Paloue leiogyne (Ducke) Redden
- Paloue macrostachya (Benth.) Redden
- Paloue paraensis (Ducke) Redden
- Paloue princeps (R.H.Schomb. ex Benth.) Redden
- Paloue riparia Pulle
- Paloue sandwithii Redden
- Paloue speciosa (Ducke) Redden
- Paloue ×grahamiae (R.S.Cowan) Redden
- Palovea brasiliensis Ducke
- Palovea guianensis Aubl.
- Palovea riparia Pulle

Selon The Plant List (23 novembre 2018) :
- Paloue brasiliensis Ducke
- Paloue guianensis Aubl.
- Paloue induta Sandwith
- Paloue riparia Pulle